# Carpheolus sublineatus
Carpheolus sublineatus là một loài bọ cánh cứng trong họ Cerambycidae.